# Mszczonów (gmina)
Mszczonów (daw. gmina Piekary) – gmina miejsko-wiejska w Polsce położona w województwie mazowieckim, w powiecie żyrardowskim. W latach 1975–1998 gmina administracyjnie należała do województwa skierniewickiego.
Siedziba gminy to Mszczonów.
Według danych z 31 grudnia 2022 gminę zamieszkiwało 10 975 osób.

## Powierzchnia
Według danych z roku 2022 gmina Mszczonów ma obszar 152 km².
Gmina stanowi 28,5% powierzchni powiatu.

## Demografia

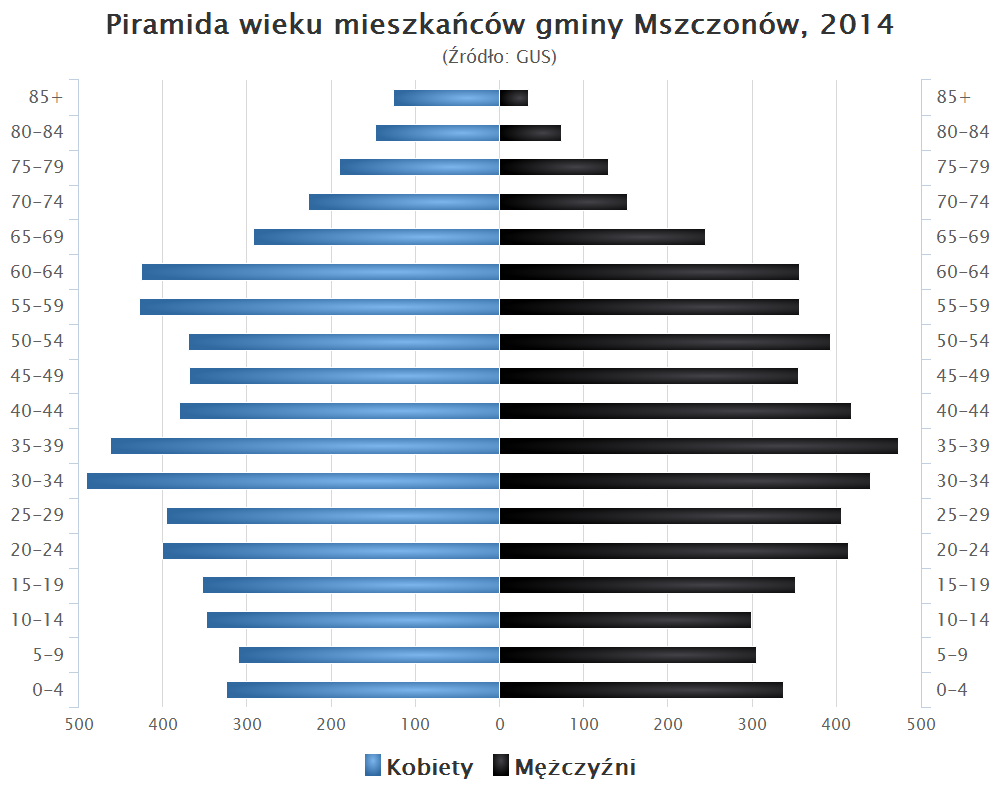
Piramida wieku mieszkańców gminy Mszczonów w 2014 roku

Dane z 31 grudnia 2021
| Opis                              | Ogółem | Ogółem | Kobiety | Kobiety | Mężczyźni | Mężczyźni |
| --------------------------------- | ------ | ------ | ------- | ------- | --------- | --------- |
| jednostka                         | osób   | %      | osób    | %       | osób      | %         |
| populacja                         | 11384  | 100    | 5863    | 51,5    | 5521      | 48,5      |
| gęstość zaludnienia (mieszk./km²) | 74,9   | 74,9   | 38,6    | 38,6    | 36,3      | 36,3      |

## Rekreacja
Na terenie gminy 20 lutego 2020 dokonano otwarcia największego, zadaszonego parku wodnego w Europie Park of Poland.

## Sołectwa
Adamowice  (+ Powązki), Badowo-Dańki, Badowo-Mściska, Badów Górny, Bobrowce, Bronisławka, Ciemno-Gnojna (+ Kaczków ,  Pogorzałki), Gąba, Grabce Józefpolskie, Grabce-Towarzystwo (+ Długowizna , Grabce Wręckie , Wólka Wręcka), Gurba (+ Szeligi , Zdzieszyn), Janówek (+ Nowe Poręby), Kamionka (+Adamówek), Kowiesy (+ Kowiesowo), Lindów (+ Huta Piekarska), Lutkówka, Lutkówka-Kolonia, Marianka (+ Bronisławów ,  Pieńki-Strzyże,  Władysławów), Marków-Towarzystwo (+ Czekaj,  Lublinów), Nosy-Poniatki, (Olszówka - Nowy Dworek), Osuchów (+ Dębiny Osuchowskie), Pawłowice (+ Małachowszczyzna , Olszewek), Piekarowo (+ Budy-Zasłona, Michalin , Podlindowo), Piekary, Sosnowica, Strzyże (+ Budy-Strzyże ,  Pieńki Osuchowskie), Suszeniec (+ Edwardowo), Świnice (+ Marków-Świnice), Wręcza, Wygnanka, Wymysłów, Zbiroża (+ Dwórzno), Zimna Woda (+ Chudolipie ,  Lutkówka Druga,  Tłumy) i Zimnice.
Pozostałe miejscowości podstawowe: Baraki Osuchowskie i Nowy Dworek

## Sąsiednie gminy
Biała Rawska, Błędów, Kowiesy, Pniewy, Puszcza Mariańska, Radziejowice, Żabia Wola